# Bressanvido
Bressanvido település Olaszországban, Veneto régióban, Vicenza megyében. Lakosainak száma 3149 fő (2023. január 1.). Bressanvido Bolzano Vicentino, Pozzoleone, San Pietro in Gu és Sandrigo községekkel határos.

## Népesség
A település népességének változása:
| Lakosok száma | 3167 | 3164 | 3149 |
|               | 2017 | 2018 | 2023 |